# Gołąb górski
Gołąb górski (Columba rupestris) – osiadły gatunek średniej wielkości ptaka z rodziny gołębiowatych (Columbidae).

## Taksonomia
Gatunek po raz pierwszy naukowo opisał w 1811 roku niemiecki przyrodnik Peter Simon Pallas, nadając mu nazwę Columba Oenas δ rupestris. Jako miejsce typowe odłowu holotypu Pallas wskazał Daurię. Wyróżniono dwa podgatunki.

### Etymologia
- Columba: łac. columba „gołąb”[6].
- rupestris: nowołac. rupestris „mieszkaniec skał, górski”, od łac. rupes, rupis „skała”, od rumpere „rozbić”[7].
- turkestanica: Turkiestan, region Azji Środkowej od Morza Kaspijskiego po zachodnie Chiny[8].

## Charakterystyka
- wygląd zewnętrzny: zauważalne podobieństwo do gołębia skalnego, jednak ubarwienie gołębia górskiego w porównaniu z C. livia jest jaśniejsze; ciemnoszare pióra na ogonie; miejscami zielone i purpurowe przebłyski na piórach; nogi czerwone, oczy czerwone lub pomarańczowe;
- rozmiary: długość ciała ok. 31–35 cm[5], ogon ok. 11,5–13,5 cm;
- masa: ok. 280 g[9].

## Występowanie

### Środowisko
Twardolistne zarośla, wzniesienia, obszary kamieniste, klify, szczyty górskie, tereny podziemne i jaskinie, miasta.

### Zasięg występowania
Gołąb górski występuje w zależności od podgatunku:
- C. r. turkestanica – Ałtaj na południe przez Turkiestan do Baltistanu i na wschód do zachodniego Tybetu i północnych Himalajów.
- C. r. rupestris – Zabajkale i Przyamurze na południe przez Mongolię do wschodniego Tybetu, zachodniego Syczuanu, Helan Shan, Heilongjiang i Korei.

## Pożywienie
C. rupestris żywią się przede wszystkim ziarnem. Spożywają również kiełki i nasiona roślin, liście, a także ślimaki.

## Zachowania
Zaobserwowano, że gołębie górskie wykazują tendencję do jedzenia w małych grupach. Jeśli jest taka możliwość, mieszają się ze stadami gołębi skalnych, ale na ogół występują na wyższych wysokościach niż ten gatunek.

## Rozród
Gniazdo budowane z gałązek oraz części roślin, leży na klifie lub urwisku. Okres rozrodu trwa od lutego do sierpnia, a jego największa intensywność przypada na czas od kwietnia do lutego. Rozmnażają się w dużych koloniach. Wyprowadzane są dwa lęgi rocznie, najczęściej po dwa jaja. Oboje rodziców zajmuje się młodymi.

## Status i zagrożenie
Według Czerwonej księgi gatunków zagrożonych, spadkowy trend liczebności populacji nie jest na tyle duży, by określić gołębie górskie jako gatunek narażony na wyginięcie. Szeroki obszar występowania C. rupestris oraz duża liczba żywych osobników pozwala oszacować, że zagrożenie nie jest na tyle wyraźne, żeby istniało faktyczne niebezpieczeństwo wymarcia tego gatunku.